# Muay Boran
Muay Boran (มวยโบราณ) je starodávné thajské bojové umění.
O mnoho slavnější Muay Thai se de facto vyvinulo právě z tohoto bojového stylu. V překladu znamená „prastarý box“ či „prastaré boxování“ a bývalo používáno, když válečník ztratil zbraň a musel se protivníkovi ubránit holýma rukama. Není překvapivé, že Muay Boran je o mnoho brutálnější a efektivnější než Muay Thai. (Dá se říci, že Muay Thai vzniklo tehdy, když byla do Muay Boranu vložena sportovní pravidla.) 
Je založeno na maximalizaci nepřítelových ztrát. V průběhu historie se v Thajsku Muay Boran regionálně rozdělil na několik podstylů, z nichž každý dával přednost jiné vlastnosti.:
- Muay Thasao (severní Thajsko) – rychlost a speciálně pak rychlé kopy.
- Muay Korat (východní Thajsko) – síla.
- Muay Lopburi (střední Thajsko) – technická stránka.
- Muay Chaiya (jižní Thajsko) – dobrý postoj a obrana.